# نشت غیرکلامی
نشت غیرکلامی شکلی از رفتار غیرکلامی است که زمانی اتفاق می‌افتد که فرد چیزی را به زبان می‌آورد، اما زبان بدن او نشان‌دهنده چیز دیگری است که اشکال رایج آن شامل حرکات صورت و ژست‌های دست به چهره است، اصطلاح «نشت غیر کلامی» در ادبیات در سال ۱۹۶۸ منشأ گرفت، که منجر به بسیاری از مطالعات بعدی در مورد این موضوع در طول دهه ۱۹۷۰ شد (از جمله مطالعات متعدد توسط روان‌شناس آمریکایی پل اکمن)، که مطالعات مرتبط امروز ادامه دارد.
نشت غیرکلامی یک مفهوم برجسته در مطالعه زبان بدن است. دیگران اغلب می‌توانند هر گونه ناهماهنگی بین پیام‌های کلامی و غیرکلامی شما را پیدا کنند، که می‌تواند گیج کننده باشد و باعث ناهماهنگی شناختی شود.
حتی زمانی که فردی تلاش می‌کند نشت غیرکلامی خود را سرکوب کند، جنبه‌هایی وجود دارد که خارج از کنترل ارادی او هستند و علیرغم تلاش‌های خلاف آن، همچنان بیان می‌شوند. تقریباً ۹۸٫۳ درصد از شرکت کنندگان در مطالعات فریبکاری و حالات چهره مشاهده شده است که نشت عاطفی را در برخی ظرفیت‌ها بیان می‌کنند، به ویژه هنگامی که سعی در پنهان کردن یک هیجان با شدت بالا دارند.

## انواع
در یک مقاله اولیه در مورد نشت غیرکلامی، پل اکمن و والاس فریسن بسیاری از حرکات بدن و صورت مرتبط با نشت غیرکلامی، به ویژه در زمینه فریب را مورد بحث قرار دادند، اکمن و والاس بیشتر بر نشت غیرکلامی که از طریق حرکات صورت، دست‌ها و پاها بیان می‌شود تمرکز می‌کنند. آنها مناطقی مانند صورت را به عنوان قسمت‌هایی از بدن توصیف می‌کنند که ظرفیت ارسال بالایی دارند، به این معنی که سیگنال‌هایی که این قسمت از بدن ارسال می‌کند به راحتی قابل مشاهده است و به سرعت توسط ناظر دریافت می‌شود؛ بنابراین، مناطقی مانند پاها و دست‌ها، مناطقی با ظرفیت ارسال کمتر هستند. ظرفیت ارسال بالا و دید واضح صورت می‌تواند نشت غیرکلامی را هنگام بیان آن در صورت آشکار کند و این گونه احساسات بیان شده در صورت به دلیل ماهیچه‌ها و حرکات پیچیده صورت در مقایسه با حرکات پا یا دست بیشتر قابل تشخیص است. همچنین برای یک فرد، برای مثال، بسیار ساده‌تر از این است که صورت خود را پنهان کند و حالات غیرکلامی صورت خود را بپوشاند.
با این حال، حالات چهره نیز از اولین عباراتی است که هنگام دروغ گفتن پنهان می‌شود. مردم تمایل دارند از میزان واضح بودن حالات چهره خود آگاه باشند، بنابراین افراد به احتمال زیاد ابتدا آن حالات را پنهان می‌کنند. به عبارت دیگر، نشت غیرکلامی می‌تواند در صورت آشکارتر باشد، اما به دلیل آگاهی فرد از حالات چهره خود، صورت نیز می‌تواند نشت غیرکلامی گیج کننده ایجاد کند. نواحی مانند دست‌ها و پاها در بیان احساسات کمتر قابل مشاهده هستند، اما به نظر می‌رسد کمتر آگاهانه کنترل می‌شوند و بنابراین می‌توانند نشان دهنده احساسات یا مقاصد واقعی فرد باشند.

## تفاوت‌های فردی
برخی از مطالعات نشان داده‌اند که زنان در مقایسه با نشانه‌های کلامی به نشانه‌های غیرکلامی واکنش بیشتری نشان می‌دهند، دانستن جنسیت یک فرد همچنین می‌تواند بینشی در مورد نشت غیرکلامی فرد ایجاد کند، زیرا مردان و زنان تمایل دارند هنگام گفتن حقیقت، نشت غیرکلامی خاصی را نشان دهند، که همچنین می‌تواند به نشان دادن زمانی که کسی دروغ می‌گوید کمک کند، زیرا چنین رفتارهایی سرکوب می‌شوند، در مطالعه‌ای که در آن شرکت‌کنندگان نشانه‌های شفاهی و غیرکلامی ضبط‌شده بازیگران را در یک ویدیوی فیلم‌نامه‌ای رتبه‌بندی کردند، نشانه‌های غیرکلامی به‌طور قابل‌توجهی تأثیرگذارتر از نشانه‌های کلامی در ارزیابی شرکت‌کنندگان از اجرای بازیگران بود. رفتار مکالمه غالب نیز به نظر می‌رسد به تفاوت در نشت غیر کلامی مرتبط است. افرادی که بیشتر بر مکالمات تسلط دارند، در مقایسه با افرادی که در مکالمه تسلط کمتری دارند، نشت غیرکلامی منحصر به فردی را بیان می‌کنند.
در رابطه با سن، کودکان می‌توانند با موفقیت عبارات غیرکلامی خود را دستکاری کنند، حتی به اندازه‌ای که در یک مطالعه بزرگسالان را فریب دهند، با این حال، برخی از مطالعات دیگر نتایجی را دریافت کرده‌اند که از این ایده حمایت می‌کند که کودکان تا زمانی که به سن خاصی نرسند در کنترل عبارات غیرکلامی و نشت خود به خوبی خوب نیستند.
همچنین مشخص شده است که هوش هیجانی در تشخیص نشت هیجانی نقش دارد. زنان و افراد با هوش هیجانی بالاتر در درک نشت‌های کلامی بهتر هستند. همچنین زنان در مقایسه با مردان از نظر هوش هیجانی بالاتری برخوردارند، که به زنان توانایی بهتری برای تشخیص نشت کلامی در مقایسه با مردان می‌دهد، در حالی که زنان در بررسی هوش هیجانی عبارات ارتباطی در وظایف رمزگشایی چهره و هوش هیجانی بهتر عمل می‌کنند.
رقصندگان و بازیگران حرفه ای، وکلای ماهر، مذاکره کنندگان و فروشندگان موفق خودروهای دست دوم، در حین فریب، نشت غیرکلامی کمتری دارند، رقصندگان و بازیگران به دلیل حرفه خود برای استفاده از حرکات بدن خود برای انتقال اطلاعات به مخاطب آموزش می‌بینند. آنها از زبان بدن خود آگاهی بیشتری دارند، بر حرکات کنترل بیشتری دارند و از طریق کانال غیرکلامی بهتر استتار کنند، دلایلی که مذاکره کنندگان و فروشندگان دروغگوهای غیرکلامی خوبی هستند مبهم تر است. ممکن است در حرفه خود مهارت‌هایی را توسعه دهند، یا ممکن است شخصیت‌های ذاتی داشته باشند که انتخاب‌های شغلی آنها را تعیین می‌کند، همچنین ممکن است تحت شرایط خاص، هنگام دروغ گفتن احساس گناه نکنند و از این رو اطلاعات کمی به بیرون درز کنند با این حال، در یک مطالعه پیشنهاد شده است که وکلا آموزش کافی در مورد انتقال اطلاعات به مشتریان خود با استفاده از زبان بدن دریافت نمی‌کنند، که نشان می‌دهد آنها ممکن است مهارت‌های فریب غیر کلامی خود را از حرفه خود کسب نکنند.